# Kurzeszyn
Kurzeszyn – wieś w Polsce położona w województwie łódzkim, w powiecie rawskim, w gminie Rawa Mazowiecka.

## Położenie
Kurzeszyn leży na Równinie Łowicko-Błońskiej, w północno-wschodniej części województwa łódzkiego, przy drodze wojewódzkiej nr 707 prowadzącej ze Skierniewic do Rawy Mazowieckiej, w odległości ok. 70 km na południowy zachód od Warszawy. Odległość od stolicy województwa – Łodzi wynosi ok. 65 km.
Rawa Mazowiecka – siedziba powiatu i gminy leży ok. 8 km na południe od Kurzeszyna.

## Opis miejscowości
Kurzeszyn jest typową ulicówką położoną wzdłuż drogi prowadzącej do Rawy Mazowieckiej. Osada leży nad Rawką.
Wieś zamieszkuje ok. 750 osób.
W miejscowości znajduje się szkoła podstawowa i gimnazjum, kościół i cmentarz a także młyn oraz kilka sklepów.
W centrum wsi znajduje się kamienny obelisk, upamiętniający ruch oporu i ofiary z czasów II wojny światowej.
Okolicę Kurzeszyna stanowią głównie pola uprawne i łąki.

## Historia
Pierwsze pisemne wzmianki o Kurzeszynie pochodzą z XV w., aczkolwiek osadnictwo na tym terenie ma znacznie starsze tradycje. Na terenie wsi nad rzeką znajdują się fragmenty (około 40%) grodziska z połowy XII wieku. Są one pozostałością grodu drewnianego istniejącego na miejscu dzisiejszej wsi.
W okresie II wojny światowej w okolicy Kurzeszyna działały silne oddziały partyzanckie. Dla ich zaopatrzenia 25 marca 1943 r. lotnictwo brytyjskie dokonało w pobliżu Kurzeszyna zrzutu broni i amunicji.
W związku z działającym w okolicy ruchem oporu pod koniec 1943 r. Niemcy dokonali aresztowań ludności. Spośród zatrzymanych mieszkańców wsi 28 osób zostało wywiezionych do obozu koncentracyjnego Auschwitz.
W latach 1954–1972 wieś należała i była siedzibą władz gromady Kurzeszyn. W latach 1975–1998 miejscowość administracyjnie należała do województwa skierniewickiego.

## Zabytki
Według rejestru zabytków Narodowego Instytutu Dziedzictwa na listę zabytków wpisane są obiekty:
- kościół parafialny pw. M.B. Królowej Polski, 1923-24, nr rej.: 512 z 8.11.1978
- plebania, nr rej.: j.w.
- cmentarz rzymskokatolicki (część), nr rej.: 880 z 10.04.1992

## Kościół
Parafia w Kurzeszynie powstała w 1512 r., pierwszym kościołem we wsi był drewniany kościół ufundowany i wyposażony przez jednego z władców Mazowsza. Kolejną, także drewnianą świątynię pw. św. Katarzyny wzniósł w 1607 roku biskup łucki – Paweł Wołucki. Kościół ów przetrwał do I wojny światowej, kiedy to w 1914 r. spłonął w wyniku działań wojennych, będących częścią bitwy nad Rawką. Po wojnie wzniesiono kolejną świątynię, istniejącą do dziś. Jest to murowany kościół pw. Matki Boskiej Królowej Polski, zbudowany w latach 1922–1924 z datków parafian. Wzniesiony został na rzucie prostokąta zamkniętego nieco węższą apsydą, według projektu Perkowskiego i Millera. Kościół jest świątynią jednonawową, z dwuspadowym dachem. Jego fasadę wieńczy dzwonnica, zaś portal wejściowy - trójkątny szczyt, wsparty na dwóch kolumnach typu toskańskiego. W 1931 r. świątynię konsekrował kardynał Aleksander Kakowski.
Kościół oraz stojąca w jego pobliżu stara plebania, a także część cmentarza wpisane są do rejestru zabytków.
Poza kościołem w Kurzeszynie znajduje się także kilka kapliczek, w wśród nich murowana kapliczka przydrożna z XIX w. Obiekty te również mają charakter zabytkowy.